# Gerstenberg Verlag

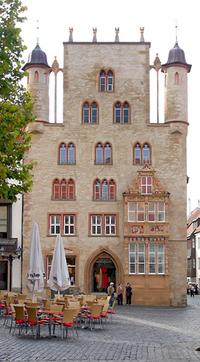
Verlagsgebäude des Gerstenberg Verlags am Marktplatz in Hildesheim

Der 1792 in St. Petersburg gegründete Gerstenberg Verlag gehört zu den traditionsreichsten Verlagshäusern Deutschlands. Seit 1796 hat das Familienunternehmen seinen Sitz in Hildesheim. Das Programm konzentriert sich seit den 1980er Jahren vor allem auf das Kinder- und Jugendbuch. Gerstenberg verlegt Pappbilderbücher, Bilderbücher, erzählende Kinder- und Jugendliteratur sowie Sachbücher. Im Erwachsenenprogramm publiziert Gerstenberg Bildbände zur Kulturgeschichte und zur Gartenkunst, Kochbücher und Papeterie.

## Geschichte

### 1792–1980
1792 gründete Johann Daniel Gerstenberg in Sankt Petersburg eine Verlagsbuchhandlung. 1797 siedelte er nach Hildesheim über, wo das Verlagshaus bis heute am historischen Marktplatz steht. Der Gerstenberg Verlag verlegte Bücher, die er auch über die Gerstenbergsche Buchhandlung vertrieb; eine Druckerei wurde angegliedert. In den 1850er Jahren, als der Verlag noch insbesondere Noten druckte, war der Lithograf und spätere Fotograf Franz Heinrich Bödeker in der Steindruckerei der „Gebrüder Gerstenberg“ tätig. Zum wichtigsten Verlagszweig wurde bald die Hildesheimer Allgemeine Zeitung. Bis heute ist die Firma Gerstenberg ein Familienunternehmen, inzwischen in der siebenten Generation. Zu Weihnachten 1871 inserierten die Gebrüder Gerstenberg die ältesten bekannten, großformatigen Hildesheim-Ansichten des Fotografen Georg Koppmann, von denen zwei signierte Werke im Römer- und Pelizaeus-Museum gefunden wurden.

### 1981 bis heute
Mit Eric Carles Die kleine Raupe Nimmersatt und Rotraut Susanne Berners Wimmelbüchern wurde der Verlag zu einem der bekanntesten Kinderbuchverlage und es entstand ein so genanntes Nonbook-Programm.
Hinzu kamen Eigenentwicklungen wie die Tierbücher von Thomas Müller, Naturbücher von Bärbel Oftring, die Pappbilderbücher von Daniela Kulot und die Debüts von Julie Völk und Anke Bär, wie auch diverse internationale Lizenzausgaben.
Ezählende Kinder- und Jugendbücher von deutschen und ausländischen Autoren wie Frida Nilsson, Silke Lambeck, Dirk Reinhardt, Johannes Herwig, Timothée de Fombelle und Jakob Wegelius werden ebenfalls vertrieben.
Das vorhandene Erwachsenenprogramm bietet Bildbände zur Kulturgeschichte und zu Naturthemen wie Die Diamanten der Queen, Gefährlich schön. Giftige Tapeten im 19. Jahrhundert oder Schweden entdecken mit Kronprinzessin Victoria.
2009 erhielt der Verlag den Niedersächsischen Verlagspreis.
Mit dem Band Gin & Tonic startete der Verlag ein Segment mit Getränkebüchern.
Seit 2016 bietet der Verlag hierzu exklusiv gestaltete Papeterie- und Nonbook-Artikel an.
Die Gerstenberg Verlag GmbH & Co. KG besitzt 7,3 Prozent der Anteile an der Verlagsgesellschaft Madsack, die wiederum an zahlreichen Medienunternehmen beteiligt ist.